# Effet stochastique
Par opposition aux effets dits déterministes, les effets stochastiques n'apparaissent pas selon le principe d'une cause qui induit toujours le même effet. Ils concernent par exemple les effets de faibles doses de toxiques, ou les effets des rayonnements ionisants néfastes à la santé. Le cancer est un exemple de maladie, souvent multi-factorielle, résultant d'effets stochastiques.
Contrairement à un effet déterministe, un effet stochastique n'est pas lié à un effet de seuil (typiquement, une limite d'exposition à un rayonnement ionisant qui, si elle était dépassée, induirait des effets connus et d'ampleur prévisible). On ne peut lui adjoindre qu'une estimation statistique du « risque » de voir l'effet se manifester chez un patient. Il existe néanmoins un seuil de significativité (une limite au-delà de laquelle le risque est considéré comme significatif). Par ailleurs, il n'est pas possible de quantifier une dose pour laquelle un effet donné serait certain de se manifester — par contre, sa probabilité d'apparition (et donc la fréquence d'apparition de ce risque) augmente selon la dose reçue.

## Estimation du risque et des effets
Il est possible d’estimer un risque moyen d’apparition d'un effet stochastique en étudiant des échantillons assez vastes d'une population humaine, animale, végétale… soumis à un stress physiologique (toxique, rayonnements ionisants).

### Enquêtes épidémiologiques
L'épidémiologie ou l'écoépidémiologie sont de premiers moyens de rechercher, qualifier et quantifier les effets induits, et par exemple d'évaluer des relations dose-fréquence pour un effet donné. Un excès de risque peut ainsi être déterminé. Cette méthode est néanmoins limitée par :
- les difficultés à choisir et suivre sur une longue durée les cohortes et les populations témoins ;
- la nécessaire prise en compte des synergies entre différentes causes et effets ;
- les problématiques de mesure de la dose reçue ou à laquelle un individu est exposé ;
- la difficile prise en compte des facteurs associés (ex-fumeur ou non-fumeur, prédisposition génétique par exemple dans le cas de l'homme).

On peut donner quelques exemples de cohortes étudiées dans le domaine des effets de différentes formes d'irradiation (externe/interne) :
- les survivants d’Hiroshima ;
- les effets sur la santé publique de la catastrophe de Tchernobyl ;
- les travailleurs du nucléaire ;
- les populations de certaines régions du monde où l’exposition naturelle est très élevée (Iran, Inde…).

### Expérimentation animale
L'expérimentation in vitro ou en laboratoire permet d'isoler une cellule, un organisme ou un animal et de connaître précisément la dose reçue (ainsi que le type de toxique ou de rayonnement, le cas échéant). Pour des raisons techniques (durée de vie, place, facilité de reproduction des animaux) et de coût, elle se fait principalement sur des rats de laboratoire. La population utilisée est relativement homogène et de ce point de vue « identique » à une population témoin (tous les rats sont issus d’une souche consanguine et présentent le même patrimoine génétique), ce qui facilite la mise en évidence des effets stochastiques. Cependant, l’extrapolation à l’humain (ou à une autre espèce) n’est pas toujours correcte pour certains effets et notamment pour les effets des faibles doses.

## Effets observés
Une relation linéaire a pu être mise en évidence sur les survivants d'Hiroshima et Nagasaki entre le taux de leucémie et la dose estimée. Pour une dose absorbée de 13 Gy, le taux de leucémie observé était de 800 cas par millions, et de cinquante par millions pour une dose de 1 Gy (pour une incidence spontanée de l'ordre de trente par millions).
On s’accorde généralement pour dire que le surcroît de risque relatif à 100 mSv est de 1,06, ce qui correspond (pour un risque naturel de cancer de l'ordre de 20 %) à un taux de cancer provoqué de 1 % pour 100 mSv.

## Problème des faibles doses
Dans le domaine des rayonnements, les effets stochastiques semblent principalement induits par des microlésions de la molécule d'ADN, à la suite d'une exposition plus ou moins longue à des rayonnements ionisants plus ou moins énergétiques. Une problématique posée par ce type d'effet est évidemment l'estimation du risque pour des doses très faibles, puisque pour des doses élevées, les effets sont de type déterministe (décès ou lésions typiques). La probabilité qu’une cellule modifiée par une mutation viable de l'ADN donne un cancer est faible ; le risque réel couru par une personne exposée à des rayonnements très limités (en dose et/ou en durée) est dès lors non quantifiable, mais non nul.
L’extrapolation des effets des fortes doses vers les faibles doses n’est pas possible, car les mécanismes sont différents, avec notamment une dépendance significative des effets de faibles doses au hasard. Il faut, en effet, prendre en compte :
- l’instabilité génétique (apparition de modification génétique, plusieurs divisions cellulaires après l’irradiation) ;
- l’hypersensibilité à faible dose (défaut de réparation de l’ADN pour des doses faibles) ;
- la réponse adaptative ;
- l’effet de proximité (modification de cellules non irradiées induite par d’autres cellules qui, elles, ont été irradiées) ;
- etc.